# Reus
Reus – miasto w północno-wschodniej Hiszpanii, w Katalonii, na zachód od miasta Tarragona. Stolica comarki Baix Camp. W kierunku południowo-wschodnim, 3 km od miasta znajduje się Port lotniczy Reus.
W Reus na świat przyszedł Antoni Gaudí oraz piłkarz FC Barcelony Sergi Roberto.
W mieście rozwinął się przemysł włókienniczy, maszynowy, farmaceutyczny, ceramiczny oraz winiarski.

## Klimat
| Miesiąc | Sty  | Lut  | Mar  | Kwi  | Maj  | Cze  | Lip  | Sie  | Wrz  | Paź  | Lis  | Gru  | Roczna |
| --- | ---- | ---- | ---- | ---- | ---- | ---- | ---- | ---- | ---- | ---- | ---- | ---- | ------ |
| Średnie temperatury w dzień [°C]                                                                                                 | 14.1 | 14.9 | 17.1 | 19.0 | 22.2 | 26.3 | 29.3 | 29.4 | 26.3 | 22.3 | 17.5 | 14.6 | 21,1   |
| Średnie dobowe temperatury [°C]                                                                                                  | 9.0  | 9.7  | 11.9 | 13.8 | 17.2 | 21.2 | 24.2 | 24.6 | 21.5 | 17.5 | 12.6 | 9.7  | 16,1   |
| Średnie temperatury w nocy [°C]                                                                                                  | 3.9  | 4.5  | 6.6  | 8.6  | 12.1 | 16.1 | 19.1 | 19.7 | 16.6 | 12.7 | 7.6  | 4.7  | 11,1   |
| Opady [mm] | 29   | 28   | 28   | 37   | 54   | 25   | 15   | 42   | 77   | 75   | 53   | 36   | 500    |
| Średnia liczba dni z opadami | 4.0  | 3.5  | 3.8  | 5.0  | 5.4  | 3.1  | 2.0  | 3.6  | 5.1  | 6.0  | 4.4  | 4.1  | 49,8   |
| Wilgotność [%] | 70   | 68   | 67   | 66   | 66   | 63   | 63   | 66   | 70   | 73   | 72   | 72   | 68     |
| Średnie usłonecznienie [h] | 157  | 162  | 197  | 222  | 251  | 274  | 306  | 265  | 209  | 182  | 157  | 144  | 2527   |
| Źródło: Agencia Estatal de Meteorología (liczba dni z opadami dla wartości 1 mm), wysokość 71 m n.p.m., 9 km od morza, 1981–2010 |      |      |      |      |      |      |      |      |      |      |      |      |        |

## Współpraca
- Bahía Blanca, Argentyna
- Hadžići, Bośnia i Hercegowina
- Astorga, Hiszpania
- Amgala-Wilaya de Aauin, Sahara Zachodnia
- Boyeros, Kuba
- Gandia, Hiszpania